# 新温泉町
新温泉町（しんおんせんちょう）は、兵庫県の北部に位置し鳥取県と境を接する美方郡の町。但馬県民局の管轄地域。

## 地理

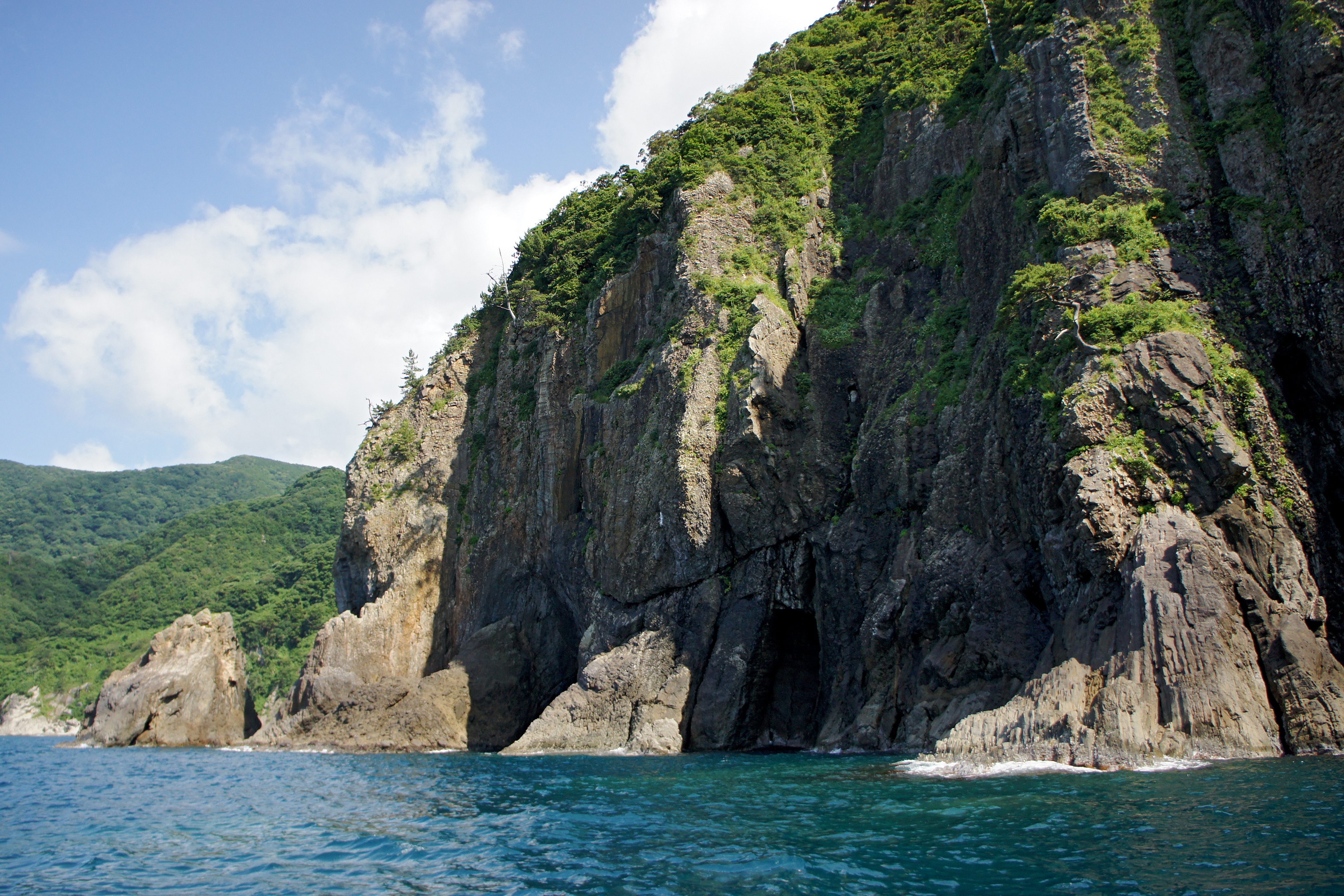
但馬御火浦 下荒洞門

新温泉町は、兵庫県および近畿地方の最北西端に位置する町で、西は鳥取県に接し北は日本海に面している。海岸は山陰海岸国立公園に指定されているほか、「但馬御火浦」の名称で国の名勝および天然記念物に指定されており、南部の山岳地帯は氷ノ山後山那岐山国定公園と但馬山岳県立自然公園に指定されている。景勝地が多く、集落は海岸および岸田川水系の河川を中心に広がり、南部の山間部には『夢千代日記』で有名な湯村温泉がある。町全体が日本海側気候で、豪雪地帯に指定されている。なお、2025年5月1日時点で「温泉」が含まれている自治体は同町と長野県の野沢温泉村のみである。

### 隣接する自治体
- 美方郡香美町
- 鳥取県鳥取市（国府町）、岩美郡岩美町、八頭郡若桜町

### 人口
平成22年国勢調査より前回調査からの人口増減をみると、新温泉町の人口は8.32%減の16,014人であり、増減率は県下41市町村中、49行政区域中ともに最下位である。
| |                                          |  |
| 新温泉町と全国の年齢別人口分布（2005年） | 新温泉町の年齢・男女別人口分布（2005年） |  |
| ■紫色 ― 新温泉町 ■緑色 ― 日本全国 | ■青色 ― 男性 ■赤色 ― 女性                |  |
| 新温泉町（に相当する地域）の人口の推移 \| 1970年（昭和45年） \| 22,961人 \| \| \| 1975年（昭和50年） \| 21,876人 \| \| \| 1980年（昭和55年） \| 21,514人 \| \| \| 1985年（昭和60年） \| 21,011人 \| \| \| 1990年（平成2年） \| 20,226人 \| \| \| 1995年（平成7年） \| 19,629人 \| \| \| 2000年（平成12年） \| 18,601人 \| \| \| 2005年（平成17年） \| 17,467人 \| \| \| 2010年（平成22年） \| 16,004人 \| \| \| 2015年（平成27年） \| 14,819人 \| \| \| 2020年（令和2年） \| 13,318人 \| \| |                                          |  |
| 総務省統計局 国勢調査より |                                          |  |
| 1970年（昭和45年） | 22,961人                                 |  |
| 1975年（昭和50年） | 21,876人                                 |  |
| 1980年（昭和55年） | 21,514人                                 |  |
| 1985年（昭和60年） | 21,011人                                 |  |
| 1990年（平成2年） | 20,226人                                 |  |
| 1995年（平成7年） | 19,629人                                 |  |
| 2000年（平成12年） | 18,601人                                 |  |
| 2005年（平成17年） | 17,467人                                 |  |
| 2010年（平成22年） | 16,004人                                 |  |
| 2015年（平成27年） | 14,819人                                 |  |
| 2020年（令和2年） | 13,318人                                 |  |

2014年（平成26年）5月8日に「日本創成会議・人口減少問題検討分科会」が発表した2040年人口推計結果で、20歳から39歳までの若年女性の減少率が2010年（平成22年）比で70.0%となり、「消滅可能性都市」の1つとされた。

## 歴史
町内全域が旧但馬国二方郡に相当する。
- 慶長10年（1605年）、宮城頼久が二方郡一円を与えられ旧芦屋城の麓に芦屋陣屋を構える。
- 寛永4年（1627年）、頼久の子である宮城豊嗣が将軍家より加増され1万3千石となり陣屋を清富に移し清富藩を興す。
- 2005年10月1日、美方郡浜坂町、温泉町が合併して誕生、新温泉町となる。

## 行政
- 町長：西村銀三（2017年11月13日 - ）[2][3]
- 町議会：議員定数16名

歴代町長
- 馬場雅人（2005年11月13日 - 2009年11月12日）[4]
- 岡本英樹（2009年11月13日 - 2017年11月12日）

### 衆議院
- 任期：2021年（令和3年）10月31日 - 2025年（令和7年）10月30日（「第49回衆議院議員総選挙」参照）

| 選挙区 | 議員名 | 党派名     | 当選回数 | 備考   |
| --- | ------ | ---------- | -------- | ------ |
| 兵庫県第5区（新温泉町、豊岡市、川西市（旧東谷村域）、三田市、丹波篠山市、養父市、丹波市、朝来市、猪名川町、香美町） | 谷公一 | 自由民主党 | 7        | 選挙区 |

## 公共機関

### 警察
- 美方警察署（旧・浜坂警察署）

#### 交番・駐在所
- 浜坂駅前交番
- 久谷駐在所
- 栃谷駐在所
- 諸寄駐在所
- 居組駐在所
- 井土駐在所
- 湯交番
- 桐岡駐在所
- 千谷駐在所

### 消防
- 美方広域消防本部

### 司法
- 浜坂簡易裁判所

## 経済

### 産業
- 漁業
  - 浜坂漁港
- 温泉
  - 湯村温泉
  - 浜坂温泉郷
- 特産品
  - 但馬牛
  - 松葉ガニ
    - 浜坂観光協会により「かにソムリエ」の認定が制定され、「かにソムリエ 育成のまち カニ元浜坂」を前面にアピールしている。

  - 但馬鴨
  - ホタルイカ
  - 二十世紀梨
  - 漬魚（たじみや[5]）
  - かりんとう（円山菓寮[6]）
  - 美方大納言小豆
  - 日本酒（文太郎[7]）
  - 浜坂ちくわ
  - 畑ヶ平大根
  - 但馬牛料理（はまだ[8]）

### 報道機関
- 神戸新聞社浜坂支局
- 新日本海新聞社但馬支社
- 読売新聞大阪本社浜坂通信部

### 金融機関
町内に店舗があるもののみ掲載。
- 但馬銀行 - 指定金融機関
- 但馬信用金庫
- 鳥取信用金庫
- たじま農業協同組合（JAたじま・JAバンク）

## 教育
特別支援学校は町内にはなく、香美町にある兵庫県立出石特別支援学校みかた校の通学区域となる。

### 小学校・中学校
通学区域の指定は「新温泉町学校の通学区域に関する規則」による
| 小学校                 | 中学校                 |
| ---------------------- | ---------------------- |
| 新温泉町立浜坂東小学校 | 新温泉町立浜坂中学校   |
| 新温泉町立浜坂西小学校 | 新温泉町立浜坂中学校   |
| 新温泉町立浜坂南小学校 | 新温泉町立浜坂中学校   |
| 新温泉町立浜坂北小学校 | 新温泉町立浜坂中学校   |
| 新温泉町立温泉小学校   | 新温泉町立夢が丘中学校 |
| 新温泉町立照来小学校   | 新温泉町立夢が丘中学校 |

### 高等学校
普通科一般入試において、浜坂高は進学連携校方式の対象となる。
- 兵庫県立浜坂高等学校

### 廃止された学校
兵庫県小学校の廃校一覧#美方郡・兵庫県中学校の廃校一覧#美方郡・兵庫県高等学校の廃校一覧#美方郡を参照。

## 交通

### 空港
近隣に鳥取空港、但馬空港がある。かつては町内に湯村温泉ヘリポートがあったが、2008年に廃止された。

### 鉄道路線
西日本旅客鉄道
- 山陰本線：久谷駅 - 浜坂駅 - 諸寄駅 - 居組駅

中心となる駅：浜坂駅

### バス
- 全但バス
- 夢つばめ（新温泉町町民バス）

### 道路
- 国道
  - 国道9号
  - 国道178号
- 県道
  - 兵庫県道47号浜坂井土線
  - 鳥取県道・兵庫県道103号若桜湯村温泉線
  - 兵庫県道・鳥取県道119号千谷蕪島線
  - 兵庫県道167号浜坂停車場線
  - 兵庫県道168号諸寄停車場線
  - 兵庫県道257号山田新温泉線
  - 兵庫県道260号三尾浜坂線
  - 兵庫県道261号赤崎久谷停車場線
  - 兵庫県道262号岸田諸寄線
  - 兵庫県道263号竹田指坑線
  - 兵庫県道265号丸味竹田線
  - 兵庫県道408号霧滝村岡線
  - 兵庫県道549号久斗山今岡線
  - 兵庫県道550号熊谷味取線
  - 兵庫県道561号湯谷和田線

## 観光

### 名所・旧跡・観光スポット

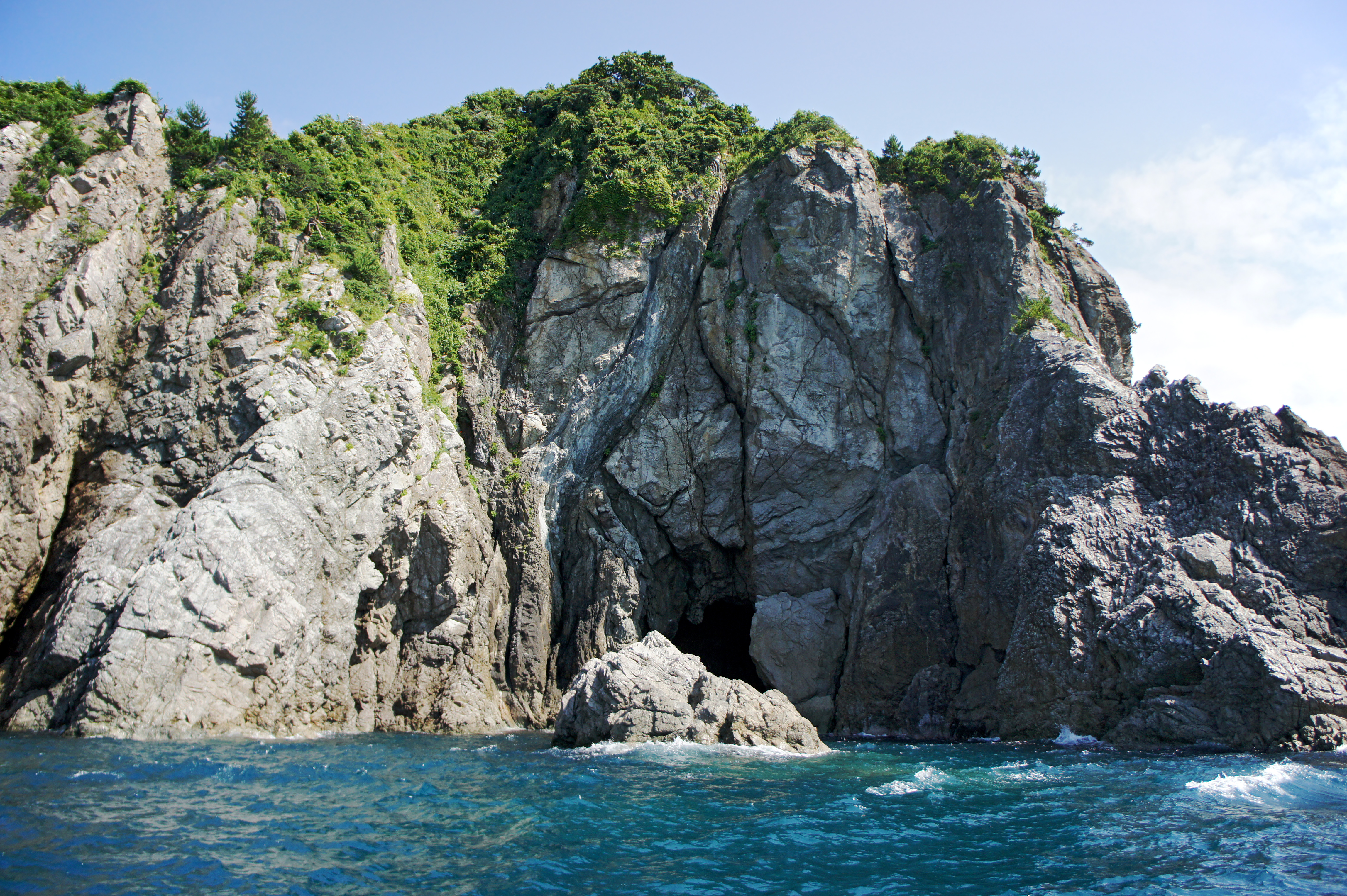
但馬御火浦 龍宮洞門

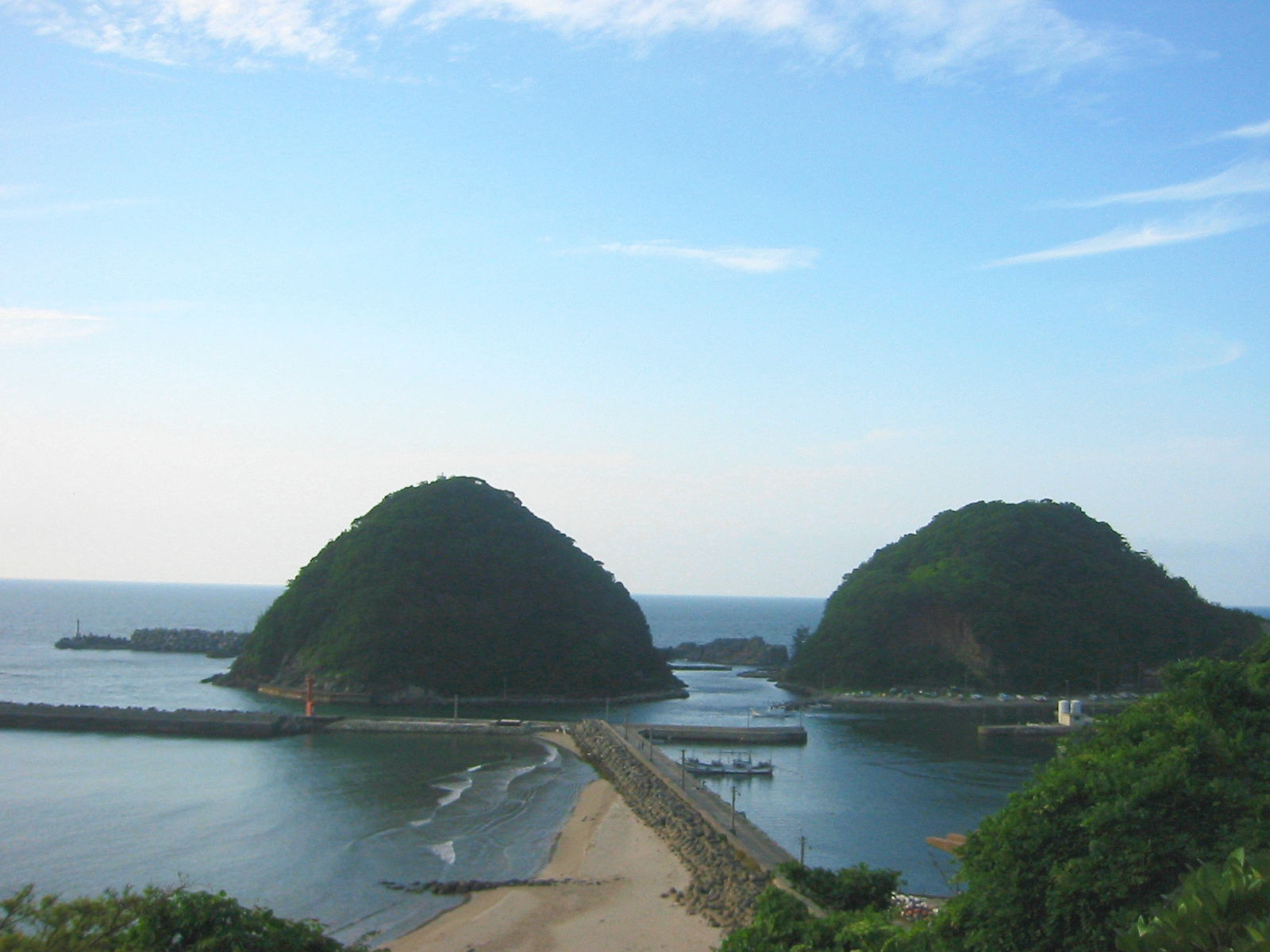
居組海岸

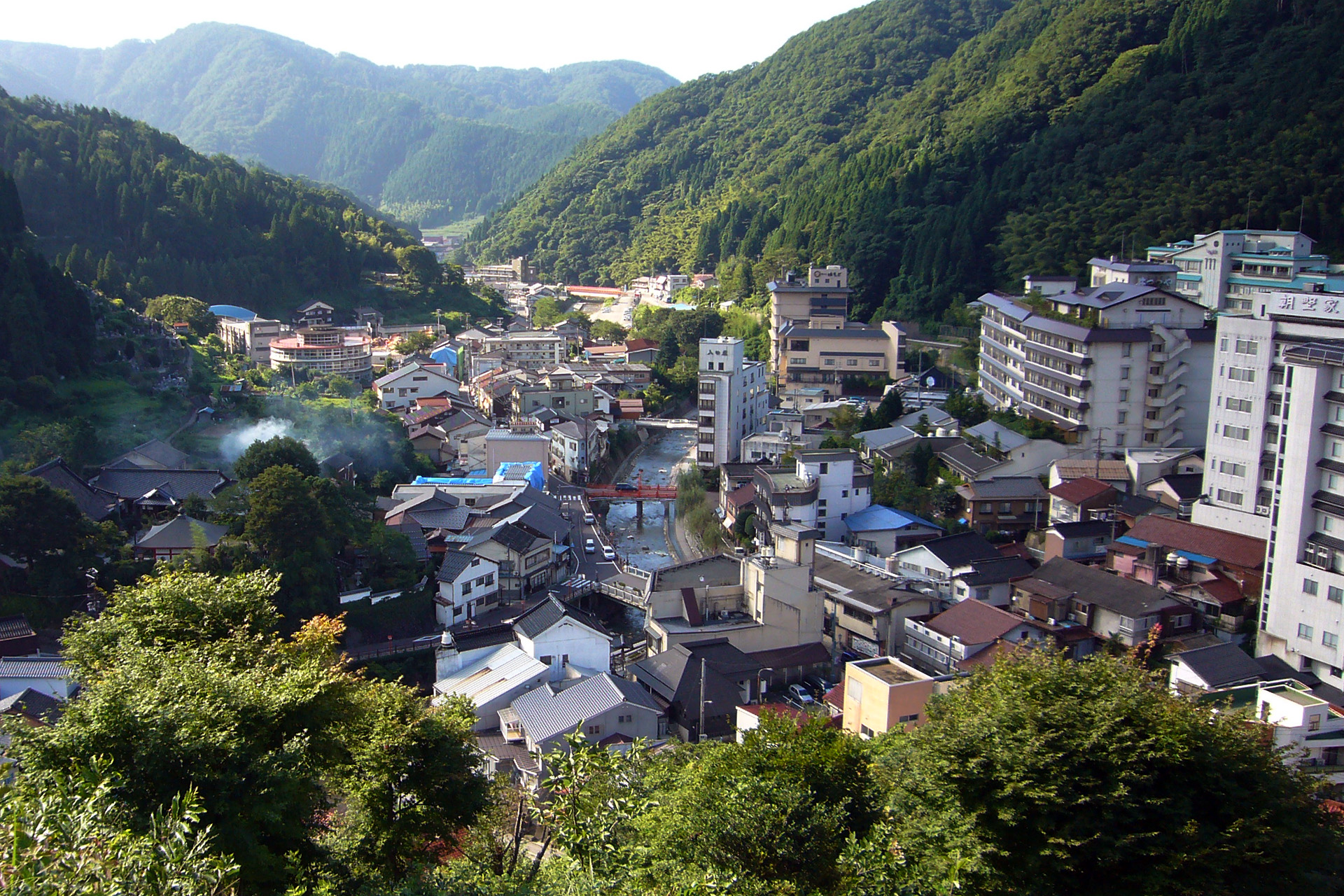
湯村温泉

- 清富陣屋跡（城跡） - 清富藩の政庁である陣屋跡
- 但馬御火浦（国の名勝および天然記念物） - 釣鐘洞門、旭洞門、下荒洞門、三尾大島など
  - 但馬海岸遊覧船
- 浜坂海岸 - 浜坂県民サンビーチ、山陰海岸ジオパーク館
- 諸寄海岸 - 諸寄東西洞門、諸寄港、千賊断崖、諸寄海水浴場
- 居組海岸 - 居組県民サンビーチ、日本洞門、亀山洞門
- 湯村温泉
  - リフレッシュパークゆむら - ふれ愛の湯、薬師湯、ふれあい手形散歩道、清正公園、正福寺、薬師堂、八幡神社、杜氏館、夢千代館
- 浜坂温泉郷
  - 七釜温泉 - 七釜温泉ゆーらく館、玉田寺、山宮神社
  - 浜坂温泉 - 以命亭、加藤文太郎記念図書館、ユートピア浜坂
  - 二日市温泉[10]
- 兵庫県立但馬牧場公園
- おもしろ昆虫化石館
- 上山高原 - 扇ノ山（標高1,310m）山麓に広がる高原。氷ノ山後山那岐山国定公園の区域
  - 霧ヶ滝渓谷 - 霧ヶ滝（落差70m）や魚止めの滝など
  - 赤滝渓谷 - 赤滝（落差65m）など
  - 小又川渓谷 - 桂の滝（落差30m）やシワガラの滝、布滝など
  - 上山高原エコミュージアム
- 照来カルデラ
- 宇都野神社
- 新温泉町諸寄……『謀略と欲望の伊勢志摩妖鬼』石川真介

### 祭事・催事
- ゆむら夜桜まつり - 桜の開花時期。
- 浜坂みなとほたるいか祭り
- 麒麟獅子マラソン
- 湯村温泉まつり - 6月第1日曜日。
- 全日本かくれんぼ大会 - 6月。
- 川下大祭 - 7月中旬。但馬三大祭。
- 荒湯天狗まつり - 7月。
- び〜ちふぇすた - 8月。
- 湯村の火祭り - 8月24日。
- 但馬 “牛まつり” - 9月第4日曜日。
- 歌長太神楽 - 10月1日。
- 浜坂みなとカニ祭り - 11月中旬。

### その他施設
- 夢ホール - 600席の多目的コンサートホール

## 地域放送
- ケーブルテレビ
  - 新温泉町ケーブルテレビ夢ネット - 合併前の温泉町が設立したもので、旧・温泉町地域のみが放送エリアである。
  - 新温泉町全域をサービスエリアとする構想があった。これに対して対象地域住民の反対署名75パーセント。これをうけ町議会は条例改正を否決。県に提出した補助金交付の申請は受理されず構想は頓挫した[11]。

## 著名な出身者
- 有本松太郎（実業家） - 皆生温泉の基盤を築いた。
- 宮城頼久（戦国武将）
- 宮城豊嗣（清富藩初代藩主）
- 加藤文太郎（登山家）
- 前田純孝（歌人）
- 檀れい（女優）
- 竹中要（遺伝学の権威）
- 篠原無然（教育者）
- 役谷龍尊（江戸時代居組村に寺子屋を開いた修験者）
- 山本良航（天台宗の僧）
- 蓮台山（力士）
- 馬場大拓（バレーボール指導者）

## 名称問題
町名については合併後に検討される予定となっており、変更される可能性があったが以下のとおり変更しないこととなった。
浜坂町と温泉町では、2005年4月1日の合併を目指して協議を重ね概ねスムーズに進展していた。だが新町名を巡り、旧町名の除外を求める浜坂町と旧町名を含めて検討すべきと主張する温泉町で対立があり、協議会での議論は平行線をたどり2004年6月16日、事態打開のために町長・議長会に一任し温泉町側の意見を全面採用して町名を「温泉町」にすることが決まった。
ところが浜坂町議会はそれに反発し、合併関連予算の否決、町議会議長の辞職など混乱に陥った。温泉町側は決定事項として再考には応じず、10月2日に調印が行われたが浜坂町では10月18日に議会が廃置分合（合併）議案を否決するなど混乱はさらに拡大、2005年4月1日の合併は不可能となり11月15日、当時の中村浜坂町長が辞職した。12月26日投開票された浜坂町長選挙では町名再考を訴えた陰山町長が当選、しかし浜坂町側の動きに温泉町側は態度を硬化させ、その後も議論は平行線をたどった。
ただし、財政面や地方自治についての長期的な将来展望の観点などから現実的に見て将来的な自治体合併は不可避であるという認識はあり、そのことから双方が譲歩を見せ、旧合併特例法期限の直前の2005年3月19日に「名称は新温泉町とする。ただし合併後も検討する」とすることを合併協議会で合意に至り、3月26日に両町議会が関連議案を可決し3月29日県への申請を行い、合併が成立に至っている。
2012年1月17日、岡本英樹町長は現町名「新温泉」の維持を表明した。これにより、合併協定書にある「名称は、新温泉町とする。ただし、合併後検討する」というただし書きをめぐる問題は、この表明をもって終結した。

### 行政
- 浜坂町・温泉町 合併協議会[14]

### 産業団体
- 新温泉町商工会[15]

### 観光団体
- 浜坂観光協会[16]
- 湯村温泉[17]
- 七釜温泉 ゆーらく館[18]